# Grande Prêmio da Espanha de 2000
Resultados do Grande Prêmio da Espanha de Fórmula 1 realizado em Barcelona em 7 de maio de 2000. Quinta etapa do campeonato, foi vencida pelo finlandês Mika Häkkinen, que subiu ao pódio junto a David Coulthard numa dobradinha da McLaren-Mercedes, com Rubens Barrichello em terceiro pela Ferrari.

## Resumo
David Coulthard escapou ileso de um acidente (três dias antes do começo dos treinos) com seu avião particular em Lyon, na França. Coulthard estava acompanhado de sua noiva, a modelo norte-americana Heidi Wichlinski, e de seu preparador físico, o inglês Andrew Matthews. Piloto e co-piloto do jato Learjet prefixo G-MURI morreram no impacto.
O jatinho decolou do aeroporto de Farnborough, na periferia de Londres, por volta das 13h30 (8h30 de Brasília). O destino era a cidade de Nice, no sul da França, de onde Coulthard seguiria de carro até Mônaco, onde mora. Pouco após as 14h, com problemas de motor, o piloto entrou em contato com o aeroporto de Lyon solicitando os procedimentos para um pouso de emergência. Às 14h30, quando tentava o pouso, o avião se chocou violentamente contra a pista. A área da cabine foi destruída com o impacto. Coulthard, Matthews e Heidi, os únicos passageiros, conseguiram escapar por uma janela antes que o Learjet se incendiasse.
"O avião estava muito perto de pousar quando perdeu o controle. Tocou a pista com o trem de pouso, mas então desequilibrou-se e a asa esquerda se chocou contra o solo", afirmou Bernard Chaffange, diretor do aeroporto. "Então, rodou e acabou batendo com o bico em um morro". O princípio de incêndio no jatinho foi rapidamente controlado pelos bombeiros que já estavam de prontidão ao lado da pista.
"Obviamente estou aliviado por ter saído ileso junto com Heidi e Andy, mas quero expressar meus mais profundos sentimentos às famílias dos dois pilotos", disse Coulthard, em um comunicado emitido pela McLaren. "Não é a hora apropriada para comentar detalhes, mas fomos muito felizes de sair andando do acidente".  Os três sobreviventes foram levados imediatamente ao hospital Edouard Herriot, em Lyon.
Na tarde de quarta-feira, Coulthard recebeu a liberação médica de Sid Watkins, neurocirurgião da Fórmula 1 para poder pilotar o final de semana na pista espanhola.
Por ter decidido correr em Barcelona e conquistado o 2º lugar na prova, Coulthard deixou o autódromo como o grande herói do final de semana.
O momento mais marcante da corrida foi a disputa pelo 3º lugar entre os irmãos Schumacher, onde Michael, vinha em 3º com ritmo de sua Ferrari nitidamente mais lento, e Ralf pressinando o irmão mais velho. Barrichello, que vinha logo atrás, se aproveitou da defesa de posição do seu companheiro de Ferrari, quando ultrapassou os irmãos numa bela manobra, assegurando o pódio. A manobra, porém, levantou suspeitas que havia um jogo de equipe para garantir a presença do time de Maranello no pódio, tendo em vista que Michael estava com problemas nos pneus, porém este fato nunca foi confirmado.

## Classificação da prova

### Treino oficial
| 1                         | 3  | Michael Schumacher    | Ferrari            | 1:20.974 |         |
| 2                         | 1  | Mika Häkkinen         | McLaren-Mercedes   | 1:21.052 | + 0.078 |
| 3                         | 4  | Rubens Barrichello    | Ferrari            | 1:21.416 | + 0.442 |
| 4                         | 2  | David Coulthard       | McLaren-Mercedes   | 1:21.422 | + 0.448 |
| 5                         | 9  | Ralf Schumacher       | Williams-BMW       | 1:21.605 | + 0.631 |
| 6                         | 22 | Jacques Villeneuve    | BAR-Honda          | 1:21.963 | + 0.989 |
| 7                         | 6  | Jarno Trulli          | Jordan-Mugen/Honda | 1:22.006 | + 1.032 |
| 8                         | 5  | Heinz-Harald Frentzen | Jordan-Mugen/Honda | 1:22.135 | + 1.161 |
| 9                         | 18 | Pedro de La Rosa      | Arrows-Supertec    | 1:22.185 | + 1.211 |
| 10                        | 7  | Eddie Irvine          | Jaguar-Cosworth    | 1:22.370 | + 1.396 |
| 11                        | 10 | Jenson Button         | Williams-BMW       | 1:22.385 | + 1.411 |
| 12                        | 19 | Jos Verstappen        | Arrows-Supertec    | 1:22.421 | + 1.447 |
| 13                        | 17 | Mika Salo             | Sauber-Petronas    | 1:22.443 | + 1.469 |
| 14                        | 11 | Giancarlo Fisichella  | Benetton-Playlife  | 1:22.569 | + 1.595 |
| 15                        | 8  | Johnny Herbert        | Jaguar-Cosworth    | 1:22.781 | + 1.807 |
| 16                        | 16 | Pedro Paulo Diniz     | Sauber-Petronas    | 1:22.841 | + 1.867 |
| 17                        | 23 | Ricardo Zonta         | BAR-Honda          | 1:22.882 | + 1.908 |
| 18                        | 14 | Jean Alesi            | Prost-Peugeot      | 1:22.894 | + 1.920 |
| 19                        | 12 | Alexander Wurz        | Benetton-Playlife  | 1:23.010 | + 2.036 |
| 20                        | 15 | Nick Heidfeld         | Prost-Peugeot      | 1:23.033 | + 2.059 |
| 21                        | 20 | Marc Gené             | Minardi-Fondmetal  | 1:23.486 | + 2.512 |
| 22                        | 21 | Gastón Mazzacane      | Minardi-Fondmetal  | 1:24.257 | + 3.283 |
| Limite dos 107%: 1:26.642 |    |                       |                    |          |         |
| Fonte:                    |    |                       |                    |          |         |

### Corrida
| Pos.   | Nº | Piloto                | Construtor         | Voltas | Tempo/Diferença | Grid | Pontos |
| ------ | -- | --------------------- | ------------------ | ------ | --------------- | ---- | ------ |
| 1      | 1  | Mika Häkkinen         | McLaren-Mercedes   | 65     | 1:33:55.390     | 2    | 10     |
| 2      | 2  | David Coulthard       | McLaren-Mercedes   | 65     | + 16.066        | 4    | 6      |
| 3      | 4  | Rubens Barrichello    | Ferrari            | 65     | + 29.112        | 3    | 4      |
| 4      | 9  | Ralf Schumacher       | Williams-BMW       | 65     | + 37.311        | 5    | 3      |
| 5      | 3  | Michael Schumacher    | Ferrari            | 65     | + 47.983        | 1    | 2      |
| 6      | 5  | Heinz-Harald Frentzen | Jordan-Mugen/Honda | 65     | + 1:21.925      | 8    | 1      |
| 7      | 17 | Mika Salo             | Sauber-Petronas    | 64     | + 1 volta       | 12   |        |
| 8      | 23 | Ricardo Zonta         | BAR-Honda          | 64     | + 1 volta       | 16   |        |
| 9      | 11 | Giancarlo Fisichella  | Benetton-Playlife  | 64     | + 1 volta       | 13   |        |
| 10     | 12 | Alexander Wurz        | Benetton-Playlife  | 64     | + 1 volta       | 18   |        |
| 11     | 7  | Eddie Irvine          | Jaguar-Cosworth    | 64     | + 1 volta       | 9    |        |
| 12     | 6  | Jarno Trulli          | Jordan-Mugen/Honda | 64     | + 1 volta       | 7    |        |
| 13     | 8  | Johnny Herbert        | Jaguar-Cosworth    | 64     | + 1 volta       | 14   |        |
| 14     | 20 | Marc Gené             | Minardi-Fondmetal  | 63     | + 2 voltas      | 20   |        |
| 15     | 21 | Gastón Mazzacane      | Minardi-Fondmetal  | 63     | + 2 voltas      | 21   |        |
| 16     | 15 | Nick Heidfeld         | Prost-Peugeot      | 62     | + 3 voltas      | 19   |        |
| 17     | 10 | Jenson Button         | Williams-BMW       | 61     | Motor           | 10   |        |
| Ret    | 19 | Jos Verstappen        | Arrows-Supertec    | 25     | Câmbio          | 11   |        |
| Ret    | 22 | Jacques Villeneuve    | BAR-Honda          | 21     | Pane hidráulica | 6    |        |
| Ret    | 14 | Jean Alesi            | Prost-Peugeot      | 1      | Colisão         | 17   |        |
| Ret    | 18 | Pedro de La Rosa      | Arrows-Supertec    | 1      | Colisão         | 22   |        |
| Ret    | 16 | Pedro Paulo Diniz     | Sauber-Petronas    | 0      | Spun off        | 15   |        |
| Fonte: |    |                       |                    |        |                 |      |        |

## Tabela do campeonato após a corrida
|        | Pos. | Piloto             | Pontos |
| ------ | ---- | ------------------ | ------ |
|        | 1    | Michael Schumacher | 36     |
| 1      | 2    | Mika Häkkinen      | 22     |
| 1      | 3    | David Coulthard    | 20     |
|        | 4    | Rubens Barrichello | 13     |
|        | 5    | Ralf Schumacher    | 12     |
| Fonte: |      |                    |        |

|        | Pos. | Construtor         | Pontos |
| ------ | ---- | ------------------ | ------ |
|        | 1    | Ferrari            | 49     |
|        | 2    | McLaren-Mercedes   | 42     |
|        | 3    | Williams-BMW       | 15     |
| 1      | 4    | Jordan-Mugen/Honda | 9      |
| 1      | 5    | Benetton-Playlife  | 8      |
| Fonte: |      |                    |        |

- Nota: Somente as primeiras cinco posições estão listadas.